# Austrotachardiella gemmifera
Austrotachardiella gemmifera är en insektsart som först beskrevs av Cockerell 1893.  Austrotachardiella gemmifera ingår i släktet Austrotachardiella och familjen Kerriidae.
Artens utbredningsområde är Jamaica. Inga underarter finns listade i Catalogue of Life.